# Robert-Koch-Schule (Frankfurt)
Die Robert-Koch-Schule (kurz auch: RKS) ist eine im Jahr 1960 gegründete selbstständige Realschule in Frankfurt-Höchst mit 560 Schülern in 20 Schulklassen. Ziel der Schule ist neben dem Erwerb von Schlüsselqualifikationen, vor allem der Mittlere Schulabschluss als Voraussetzung für eine qualifizierte Berufsausbildung oder den Übergang auf höhere Schulen. Mehr als ein Drittel der Schüler wechselt nach dem Schulabschluss auf ein Gymnasium oder eine Fachoberschule und strebt dann ein Studium an (Stand: 2007). Die hohe Akzeptanz, die die Schule erfährt, äußert sich nicht zuletzt darin, dass die Zahl der Erstanmeldungen regelmäßig die Zahl der zur Verfügung stehenden Plätze um etwa 50 % übersteigt. Viele Eltern, die ihre Kinder auf die Robert-Koch-Schule schicken, waren selbst Schülerinnen und Schüler dieser Schule.

## Geschichte
Die Schule wurde am 27. April 1960 als „Höchster Mittelschule“ mit 261 Schülern in sieben Schulklassen gegründet. Vier Schulklassen waren in der Emil-von-Behring-Schule in Frankfurt-Griesheim untergebracht, die restlichen Schulklassen sowie der Schulleiter in der heutigen Außenstelle am Justinusplatz gegenüber der Justinuskirche (Höchst). Lehrerzimmer, Fachräume und Turnhalle waren nicht vorhanden und von anderen Schulen in Frankfurt wurde das Schulmobiliar zur Verfügung gestellt.
Im September 1960 konnten die vier in Griesheim untergebrachten Schulklassen nach Frankfurt-Höchst, in drei Räume des damaligen Schulgebäudes der Helene-Lange-Schule in der Hostatostraße 31 umziehen. Nach dem Umzug der Helene-Lange-Schule in das heutige Hauptgebäude der Robert-Koch-Schule in der Luciusstraße 2, zogen sechs Schulklassen und der Schulleiter in das frei gewordene Schulgebäude in der Hostatostraße. Es wurde ein Schulsekretariat eingerichtet.
Am 16. September 1961 erhielt die Schule ihren heutigen Namen nach dem Bakteriologen Robert Koch (1843–1910). Damit sollte eine Verbindung zur Hoechst AG mit Stammsitz in Frankfurt-Höchst hergestellt werden, damals eines der größten Chemie- und Pharmaunternehmen Deutschlands. Im selben Jahr stieg die Schülerzahl auf 341 an.
Die Schülerzahl stieg im Schuljahr 1962/1963 auf 413, davon 215 Jungen und 198 Mädchen. Die Anzahl der Schulklassen stieg von zehn im Vorjahr auf zwölf. Aufgrund von Raumknappheit und Lehrermangel fielen zeitweise wöchentlich 46 Unterrichtsstunden aus. Vom 23. Januar bis zum 9. Februar 1963 mussten die mit Ölöfen beheizten Klassenräume in der Außenstelle am Justinusplatz wegen Ölmangels geschlossen werden.
Im Schuljahr 1963/1964 unterrichteten an der Schule 21 hauptamtliche und vier nebenamtliche Lehrkräfte. Physik und Mathematik wurden in den siebten bzw. achten Schulklassen für Jungen und Mädchen getrennt unterrichtet. Im darauffolgenden Schuljahr 1964/1965 kamen zwei weitere hauptamtlichen Lehrkräfte hinzu.
Die Schülerzahl stieg Im Schuljahr 1965/1966 und aufgrund des Raummangels wurden drei „Wanderklassen“ eingerichtet, d. h. Klassenräume wurden von zwei Klassen im Wechsel genutzt.
Da die Helene-Lange-Schule ein neues Schulgebäude erhielt, konnten die Klassen aus der Hostatostraße im Schuljahr 1967/1968 endgültig in das heutige Hauptgebäude in der Luciusstraße umziehen. Bereits im Schuljahr 1963/1964 hatten sich beide Schulen erstmals den Pavillon auf dem Schulhof geteilt.
Auf dem Schulhof wurde 1969 eine neue Turnhalle errichtet. Die Schülerzahl stieg auf 500 an und es entstanden Fachräume für den Unterricht in Physik, Chemie, Musik, Werken und Kochen.
Im Jahr 1999 wurde der Förderverein der Schule gegründet. Im Schuljahr 2000/2001 lag die Schülerzahl bei 471, davon 219 Jungen und 252 Mädchen. Der Ausländeranteil lag bei 43,5 %.

## Schulgebäude

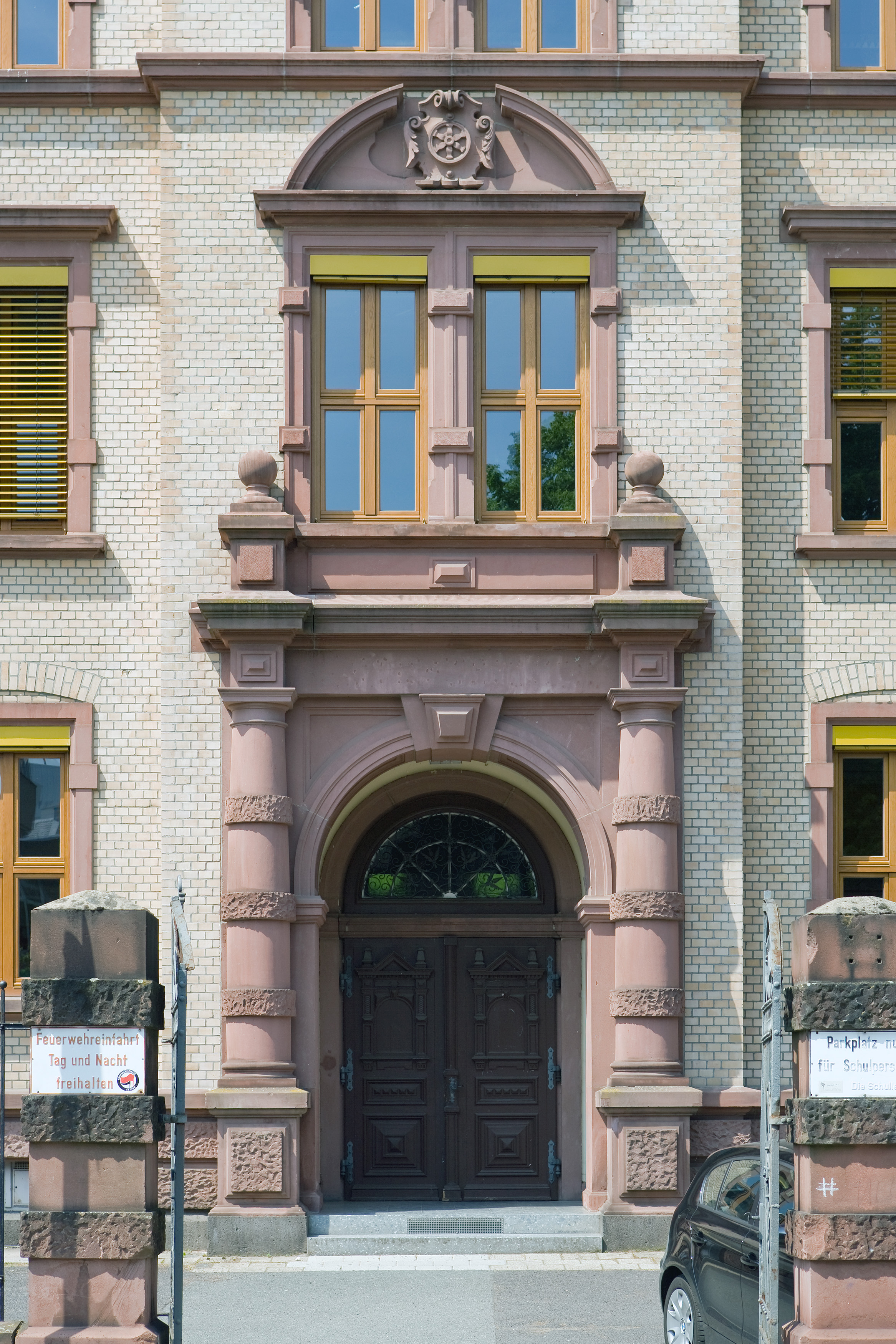
Eingangsportal des Hauptgebäudes in der Luciusstraße

Das repräsentative Hauptgebäude der Schule in der Luciusstraße 2 ist ein Kulturdenkmal. Es wurde im Jahr 1890 im Stil der Neurenaissance aus Klinker mit übergiebeltem Portalrisalit erbaut. Das bauzeitliche Portal und viele Details der Innenausstattung sind erhalten. Im Eingangsbereich des Gebäudes befindet sich eine Nachbildung eines Reliefs von Robert Koch, das die Schule bei der Einbenennung 1961 vom Robert Koch-Institut in Berlin erhielt.

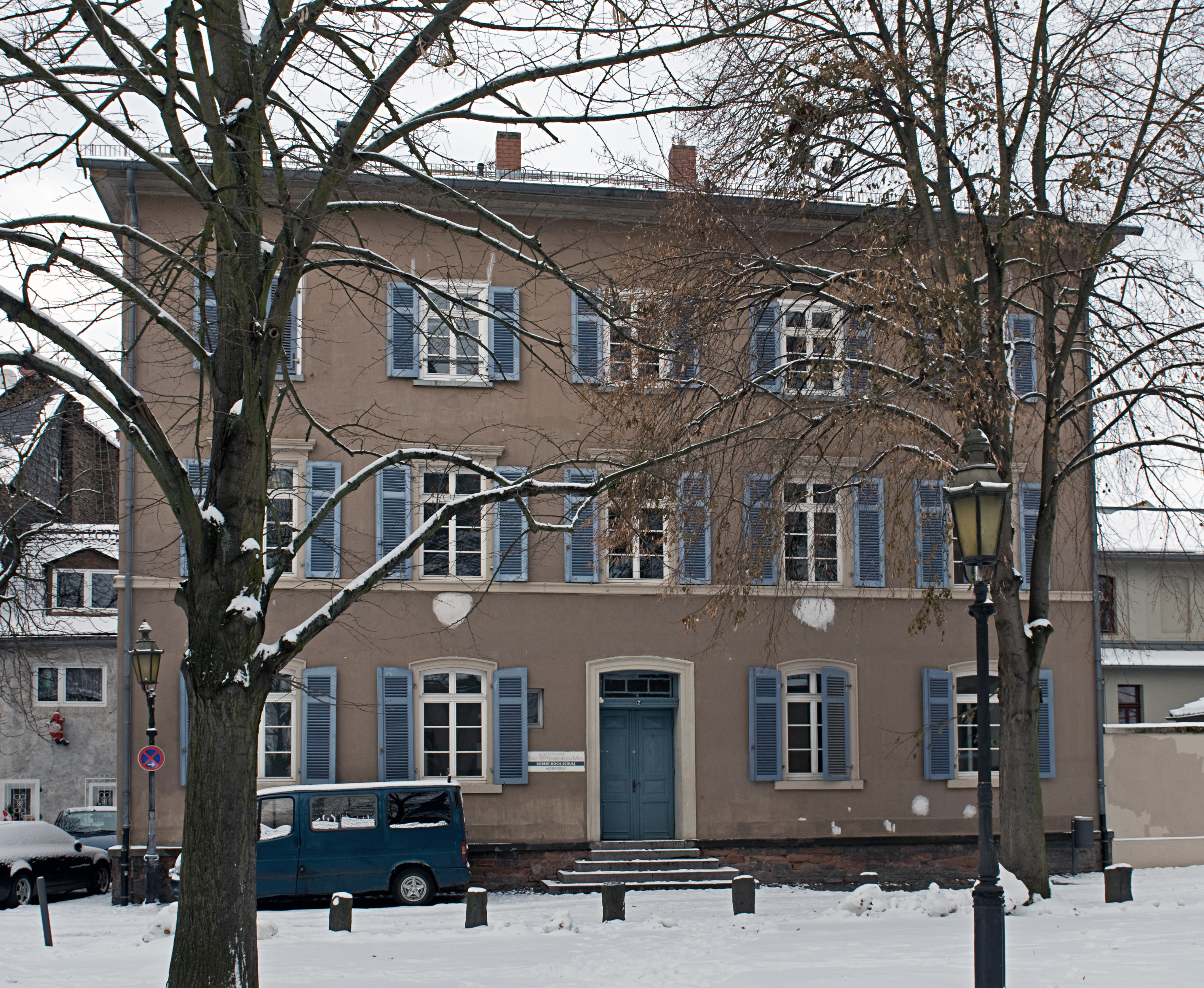
Außenstelle am Justinusplatz

Die Außenstelle der Schule liegt gegenüber der Justinuskirche am Justinusplatz (Hausnummer 7, Lage), der als Schulhof genutzt wird. Das um 1840 errichtete spätklassizistische Schulhaus ist ebenfalls ein Kulturdenkmal und wird von den Schulklassen 5 und 6 genutzt.

## Schulleiter
| Jahre                  | Schulleiter                  |
| ---------------------- | ---------------------------- |
| 1960 bis 1967          | Wilhelm Lantzsch (1901–1976) |
| 1967/1968 (?) bis 1984 | Herr Dr. Schüßler            |
| 1984 bis 1995          | Herr Eitel                   |
| 1995 bis 1998          | Frau Blancke                 |
| 1998 bis 2010          | Jürgen Sennlaub              |
| 2010 bis 2012 (?)      | Barbara Dönmez               |
| seit 2012              | Harald Kern                  |